# Gerhard Schmitt (Theologe)
Franz Gerhard Schmitt (* 6. November 1909 in Taupadel, Großherzogtum Sachsen-Weimar-Eisenach; † 8. Oktober 2000 in Berlin) war ein deutscher Theologe und Pfarrer.

## Leben und Wirken

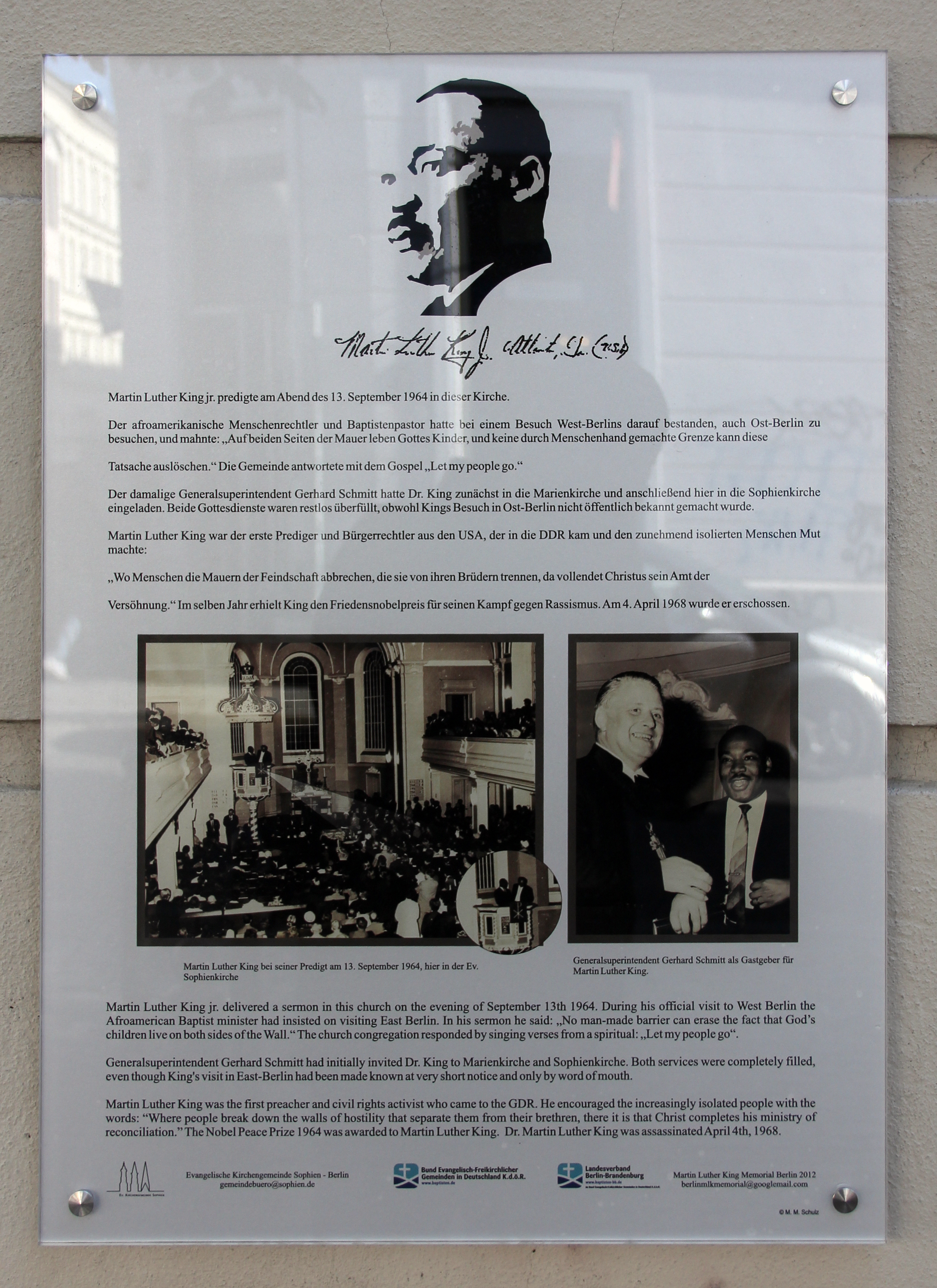
Besuch von Martin Luther King 1964 in Ost-Berlin: Gedenktafel in der Großen Hamburger Straße 31 in Berlin-Mitte mit Foto von Gerhard Schmitt und King

Gerhard Schmitt wurde 1909 im Dorf Taupadel, damals Verwaltungsbezirk Apolda, als Sohn eines evangelischen Pfarrers geboren. Er studierte Theologie an den Universitäten in Kiel, Heidelberg, Königsberg, Bonn, Berlin und Rostock. Als Theologiestudent trat er schon 1931 in die NSDAP ein (Mitgliedsnummer 624.169). Später unterbrach er sein Studium und wurde Funktionär im Nationalsozialistischen Deutschen Studentenbund. Im Jahr 1934 war Schmitt als hauptamtlicher SA-Führer in verschiedenen SA-Lagern kaserniert und gab praktischen und weltanschaulichen Unterricht. Im November desselben Jahres schied er auf eigenen Wunsch aus seinem „militärischpolitischen Beruf“ aus. Er setzte sein Studium fort und wurde Ende 1942 Militärpfarrer bei der Kriegsmarine.
Ab 1945 war er Pastor in Sanitz und wurde 1948 entnazifiziert. Ab 1951 arbeitete er als Zweiter Domprediger in Güstrow. In diesem Amt traute er seinen Neffen Joachim Gauck und Gerhild Radtke. Von 1954 bis 1959 war er Landessuperintendent des mecklenburgischen Kirchenkreises Güstrow und ab 1964 Generalsuperintendent von Ost-Berlin. In dieser Position war er Mitorganisator des Besuches von Martin Luther King 1964 in Ost-Berlin. 1974 ging er in Pension und siedelte nach West-Berlin über. 
Gerhard Schmitt starb im Jahr 2000 im Alter von 90 Jahren in Berlin. Sein Grab befindet sich auf dem Evangelischen Kirchhof Nikolassee.